# Dynasty (phim truyền hình 2017)
Dynasty là một bộ phim truyền hình Mỹ, được làm lại dựa trên bộ phim cùng tên sản xuất những năm 1980. Được thực hiện bởi  Josh Schwartz, Stephanie Savage, and Sallie Patrick; với sự tham của các diễn viên Elizabeth Gillies trong vai Fallon Carrington, Grant Show trong vai bố của cô - Blake Carrington, Nathalie Kelley trong vai người vợ mới của Blake - Cristal, James Mackay trong vai người con trai Steven, cùng với Robert Christopher Riley trong vai tài xế riêng Michael Culhane, Sam Adegoke trong vai Jeff Colby, Rafael de la Fuente trong vai Samuel Josiah 'Sammy Jo' Jones - cháu của Cristal và vị hôn phu của Steven, Alan Dale trong vai Joseph Anders - quản gia của dinh thự Carrington.
Tin tức đầu tiên được thông báo từ tháng 9 năm 2016 rằng bộ phim sẽ được sản xuất vào tháng 5 năm 2017. Dynasty chính thức được khởi chiếu từ ngày 11 tháng 10 năm 2017 tại Mỹ trên kênh The CW và trên toàn cầu thông qua mạng Netflix vài ngày sau đó. Ngày 8 tháng 11 năm 2017. The CW thông báo bộ phim sẽ có 22 tập. Vào ngày 2 tháng 4 năm 2018, The CW thông báo bộ phim sẽ có mùa thứ 2.

## Tiền đề
Dynasty bắt đầu khi người thừa kế Fallon Carrington không hài lòng khi phát hiện ra người cha tỷ phủ Blake của cô sẽ đính hôn với Cristal - một nhân viên trong công ty gia đình. Với mục đích chia rẽ cặp đôi cũng như có kinh phí cho dự án của mình, Fallon đã hợp tác với kẻ thù của Blake, cũng là nhân viên cũ - Jeff Colby.
Trong khi đó, đứa cháu cơ hội của Cristal là Sam - người có quan hệ tình cảm với anh trai Steven của Fallon, lại xuất hiện đe dọa đến bí mật trong quá khứ của Cristal. 
Nhà Carringtons buộc phải đoàn kết thành một thể thống nhất trước những ảnh hưởng nghiêm trọng từ cái chết đáng nghi ngờ của Matthew - người yêu cũ của Cristal. Tuy nhiên sự hài hòa trong biệt thự nhà Carrington thì không giữ được lâu. 
Phiên bản phim mới lần này đã có một vài sự thay đổi so với bản gốc năm 1980 như chuyển bối cảnh phim từ Denver, Colorando sang  Atlanta, Georgia; chuyện Steven là người đồng tính không còn là vấn đế với Blake; đổi giới tính của kẻ cơ hội Sammy Jo từ phụ nữ sang một người đàn ông đồng tính. 
Thêm vào đó, trong phiên bản mới này, cả Cristal và cháu của cô - Sammy Jo đều là người Venezuela; tài xế riêng Michael Culhane và nhà Colby đều là người Mỹ gốc Phi.

## Diễn viên và Nhân vật

### Các diễn viên chính
- Elizabeth Gillies trong vai Fallon Carrington, một nhà điều hành và người thừa kế một tập đoàn trong lĩnh vực năng lượng
- Natalie Kelley trong vai Cristal Flores Carrington, mẹ kế mới của Fallon, một người phụ nữ với quá khứ mờ ám
- James Mackay trong vai Steven Carrington - người anh trai đồng tính của Fallon, làm việc trong lĩnh vực môi trường và từ thiện.
- Robert Christopher Riley trong vai Michael Culhane, tài xế riêng của nhà Carrington, người tình của Fallon
- Sam Adegoke trong vai Jeff Colby, một đối thủ kinh doanh của Blake
- Rafael de la Fuente trong vai Sam "Sammy Jo" Jones, cháu trai ương ngạnh của Cristal. vị hôn phu của Steven
- Alan Dale trong vai Joseph Anders, quản gia của gia đình Carrington
- Grant Show trong vai Blake Carrington, tỷ phú, tổng giám đốc của tập đoàn Carrington Atlantic, kết hôn với Cristal, và cha của Fallon và Steven.

### Diễn viên phụ
- Nick Wechsler trong vai Matthew Blaisdel, người yêu cũ của Cristal là, một kỹ sư địa chất, chết trong một vụ nổ đáng ngờ
- Brianna Brown trong vai Claudia Blaisdel, vợ của Matthew, một cựu kỹ sư
- Wakeema Hollis trong vai Monica Colby, em gái của Jeff
- Dave Maldonado trong vai Willy Santiago, đồng nghiệp của Matthew, cùng làm việc tại Denver Atlantic
- Michael Beach trong vai cảnh Sát Trưởng, Aaron Stansfield, một người bạn lâu năm của Blake
- Elena Tovar trong vai Iris Machado, chị của Cristal, mẹ của Sam
- KJ Smith trong vai Kori Rucks, bạn gái cũ của Michael.
- Michael Patrick Lane trong vai Ted Dinard, bạn trai cũ của Steven.
- Arnetia Walker trong vai Louella Culhane, mẹ của Michael.
- Darryl Booker trong vai James Culhane, bố của Michael
- Luis Fernandez trong vai Alejandro Silva, cha của Sam, người điều hành dưới bí danh Diego Calastana
- Bill Smitrovich trong vai Thomas Carrington, cha của Blake, ông nội của Fallon và Steven.
- Hakeem Kae-Kazim trong vai Cesil Colby, cha của Jeff và Monica
- R. J. Cacia trong vai Rick Morales, một nhà báo, người bạn cũ của Cristal
- Kelly Rutherford trong vai Melissa Daniels, vợ của thượng Nghị sĩ Paul Daniels, người yêu cũ của Steven
- Elizabeth Youman trong vai Evie Culhane, chị của Michael.
- Adam Huber trong vai Liam Ridley,chồng cũ của Fallon
- Nicollette Sheridan trong vai Alexis Carrington, vợ cũ của Blake, mẹ của Fallon và Steven

### Diễn viên khách mời
- Nana Visitor trong vai Diana Davis, biên tập của tạp chí Atlanta Digest
- Kearran Giovanni trong vai cảnh Sát Trưởng, Bobbi Johnson
- Rick Hearst trong vai thượng Nghị sĩ Paul Daniels, một đối tác lâu năm của Blake
- Steven Culp trong vai Tim Meyers, một đối tác kinh doanh của Jeff và Fallon.

## Sản xuất

### Phát triển
Vào tháng 9 năm 2016, thông báo bộ phim Dynasty sẽ được làm lại từ phiên bản những năm 1980 bởi The CW với biên kịch Josh Schwartz, Stephanie Savage, and Sallie Patrick. Savage nói: "Tất cả chúng tôi đều đã làm việc trong bộ phim này và thấy mình có một món nợ lớn với Dynasty. Đó là một phần trong DNA viết của chúng tôi để làm bộ phim này.". Bộ ba thảo luận về những điều họ thấy độc đáo và hấp dẫn trong bản phim gốc và làm thế nào tốt nhất để giữ lại trong phiên bản mới. Họ cũng đã gặp Richard và Esther Shapiro - những người đã tạo nên Dynasty, sau đó cũng gia nhập đội ngũ sản xuất. Schwartz nói "Chúng ta đang sống trong thời đại của những đế chế. Cho dù đó là Trumps, Clintons hay Kardashians hay Murdochs, tin tức của chúng ta tràn ngập thế giới các đế chế gia đình và đó là điều hấp dẫn chúng ta. Savage nói thêm: "Khi chúng tôi lần đầu tiên ngồi xuống với Shapiros để nói về việc khởi động lại chương trình, họ nói rất nhiều về gia đình. Bất kể những điều xấu xa họ đã làm, họ không bao giờ ngừng yêu thương nhau. Tôi nghĩ chúng tôi đã lấy khái niệm cốt lõi đó và sau đó chỉ nói về việc làm sao để đưa ý tưởng vào bối cảnh lịch sử của thời đại chúng ta". Patrick ghi nhận rằng những series thập niên 80 đã tiến bộ về thời gian, giải quyết các vấn đề như chủng tộc, phụ nữ trong nơi làm việc và chấp nhận đồng tính nữ. Cô nói, "Chúng tôi đang cố gắng tìm ra cách chúng ta tôn trọng chương trình đó và sau đó phát triển hơn nữa trong phiên bản của chúng tôi". De la Fuente nói, "Chúng tôi đang cố gắng để làm cho nó đứng trên riêng của mình và được điều riêng của nó. Nhưng chúng tôi phải tôn trọng bản gốc và những thứ cổ điển mà mọi người nhớ đến từ Dynasty, giống như thời trang, các trận đấu và sự sang trọng, tất nhiên là sẽ xuất hiện trong chương trình của chúng tôi. Sẽ không phải là Dynasty nếu thiếu những điều đó ".
Bộ phim nói về nữ thừa kế Fallon Carrington phải đối đầu với người mẹ kế là Cristal, một phụ nữ gốc Tây Ban Nha. Patrick nói, "Điều quan trọng đối với tôi là một người phụ nữ làm việc để có có hai phụ nữ chiến đấu trong tương lai của đế chế." Schwartz nói về các nhân vật đối lập:
Ngay cả khi bạn xem bản gốc, Fallon là một nhân vật có cảm giác như thể cô ấy tồn tại vào năm 2017. Cô ấy bật ra khỏi màn hình, và cô ấy có thể chiếm được Krystle, người trong bản gốc là người thuần túy và là trung tâm đạo đức của chương trình. Với Cristal mới này, chúng tôi thích ý tưởng không để cô ấy là người thuần khiết và đặt một số câu hỏi về quá khứ của cô ấy và làm cô ấy đáng sợ hơn. Điều đó thực sự cho phép chúng ta tạo nên sự cạnh tranh giữa Fallon và Cristal. 

Patrick nói, "Chúng tôi biết trong phiên bản của chúng tôi-năm 2017- chúng tôi muốn cuộc xung đột của Steven với Blake không phải là anh ta đồng tính, nhưng về anh ấy là người tự do." Savage lưu ý, "Với Steven Carrington ra và tự hào, nó tạo ý nghĩa cho Sammy Jo là một người đàn ông." Patrick cho biết vào tháng 8 năm 2017, người vợ đầu của Blake là Alexis sẽ được giới thiệu trong suốt mùa đầu tiên, nhưng vai diễn này vẫn chưa được chọn. Cô lưu ý, "Chúng tôi biết Alexis đang đến trước khi chúng tôi bắt đầu quay đoạn đầu tiên, cho phép chúng tôi mở đường cho cô ấy... trong suốt mùa giải, chúng tôi nghe Blake, Steven, và những ghi nhớ của Fallon về người phụ nữ đã bỏ gia đình của họ. Vì vậy, khi cô thực sự tham gia bộ phim, chúng tôi đã thiết lập những kỳ vọng về nhân vật của cô-Alexis sẽ vui vẻ phá vỡ. " Vai diễn được trao cho Nicollette Sheridan vào tháng 11 năm 2017, và lần đầu tiên cô xuất hiện trong tập 16 vào tháng 3 năm 2018.
Bối cảnh lần này cũng được chuyển từ Denver tới Atlanta, một phần do sự đa dạng của Atlanta. Schwartz gọi thành phố là "một vị trí thực tế của gia đình này dựa trên", lưu ý rằng Shapiros đã tự ý chọn Denver cho các bộ truyện gốc và không gắn kết với nó một cách sáng tạo. Patrick nói rằng Atlanta là "một dân số đa dạng và hỗn hợp tuyệt vời - nơi có mâu thuẫn giữa tiền cũ và tiền mới." Kelley nói, "Phiên bản hiện đại này đại diện cho một hình ảnh hiện tại hơn về những gì đang xảy ra ở Mỹ. Sự đa dạng của dàn diễn viên thực sự đại diện cho điều đó." Trong bản mới, tài xế riêng Michael Culhane và gia đình Colby là người Mỹ gốc Phi. Ngoài ra, nguồn gốc Venezuela của Cristal sẽ cho phép chương trình khám phá địa chính trị hiện tại của quốc gia này.
Patrick nói rằng tập 7, "A Taste of Your Own Medicine", mang đến rất nhiều câu chuyện mà chúng tôi đã được từ từ xây dựng. Nó tạo nên điểm nhấn hoàn hảo của  Bà nói thêm:
Chúng tôi yêu thích phiên bản gốc Dynasty. Chúng tôi cũng cảm thấy rất mạnh mẽ rằng chúng tôi cần phải kiếm được những thứ đó. Sẽ khó có thể ra khỏi cổng với một tập như thế này. Bạn phải ở với các nhân vật đủ lâu để bắt đầu quan tâm đến họ. Chúng tôi đang thúc đẩy sự phát triển điên rồ về phía trước.

Các tựa đề tập là các dòng đối thoại từ loạt truyện gốc. Ngoài các nhân vật làm lại và cốt truyện, việc khởi động lại có chứa nhiều sự hoán đổi trực quan cho loạt phim năm 1980, bao gồm cả đạo cụ và tủ quần áo.
Bộ phim được quay ở Atlanta. Vào ngày 10 tháng 5 năm 2017, việc làm lại Dynasty đã nhận được một loạt quảng cáo trên kênh The CW. Đoạn giới thiệu xem trước được phát hành vào ngày 18 tháng 5 năm 2017. Vào ngày 8 tháng 11 năm 2017, The CW đã tiết lộ bộ phim đầy đủ có 22 tập. Việc lựa chọn diễn viên Sheridan là một yếu tố quan trọng trong việc đưa Dynasty trở lại chín trật tự tập sau lần đầu tiên 13. Vào ngày 2 tháng 4 năm 2018, The CW đã nối lại series cho mùa thứ hai. 

### Chọn lựa diễn viên
Nathalie Kelley được lựa chọn cho vai Cristal vào tháng 1 năm 2017, tiếp theo đó là Elizabeth Gillies với vai Fallon, Sam Adegoke vai anh chàng đào hoa Jeff Colby, và Robert Christopher Riley trong vai tài chế riêng của Blacke - Michael Culhane vào tháng 2. Diễn viên tiếp theo là Grant Show trong vai bố của Fallon - Blake Carrington, và Rafael de la Fuente trong vai Sam Jones, phiên bản nam đồng tính của nhân vật Sammy Jo Carrington bản gốc, vào tháng 3. Diễn viên chính còn lại là James Mackay trong vai người anh trai đồng tính của Fallon- Steven  và Alan Dale trong vai quản gia của gia đình Carrington - Anders, Những diễn viên phụ gồm Nick Wechsler trong vai người yêu cũ của Cristal's - Matthew Blaisdel, Brianna Brown trong vai vợ của Matthew' - Claudia, và Wakeema Hollis trong vai em của Jeff - Monica Colby. Vào tháng 11 năm 2017, Nicollette Sheridan được chọn lựa cho vai diễn vợ cũ của Blake -  Alexis Carrington. Các diễn khác gồm Elena Tovar trong vaiIris Machado, chị của Cristal và mẹ của Sam, Bill Smitrovich trong vai Thomas Carrington - người cha lạnh lùng của Blake, và Hakeem Kae-Kazim trong vai Cesil Colby, bố của Jeff và Monica.

### Âm nhạc
Phần đầu này bao gồm sự hồi tưởng của Steven thời niên thiếu chơi phần nhạc của bản gốc Dynasty của Bill Conti trên piano. Phiên bản mới, 15 giây ra mắt như một chuỗi các khoản tín dụng mở đầu trong tập thứ ba năm 1980, "Guilt for the Insecure People", nhưng chỉ được sử dụng trong một số tập phim. Nhà soạn nhạc Paul Leonard-Morgan đã làm việc với Troy Nõka để có được một "vibe thập niên 80" cho bài hát, để phù hợp với nhạc nền của Leonard-Morgan cho bộ phim. Chủ đề mới được thu âm cùng với một dàn nhạc tại Capitol Records ở Hollywood, với sự tham gia của ca sĩ nhạc trumpet Los Angeles Philharmonic Tom Hooten.

## Phát sóng
Dynasty đã trình chiếu trên The CW tại Hoa Kỳ vào thứ Tư, ngày 11 tháng 10 năm 2017, cùng thời điểm với buổi ra mắt mùa thứ hai của loạt phim Riverdale đang dẫn đầu. Netflix đã giành độc quyền phát sóng quốc tế độc quyền cho Dynasty, làm cho nó trở thành một series gốc phát hành trên nền tảng này, chỉ chậm hơn ít ngày sau khi phát sóng ở Hoa Kỳ. Loạt phim chuyển chiếu vào thứ Sáu bắt đầu từ 9 tháng 3 năm 2018.
Leslie Moonves, người đứng đầu Tổng công ty CBS, cho biết vào năm 2017, "Chúng tôi sở hữu 100% [Dynasty], và chúng tôi đã cấp phép cho Netflix ở 188 quốc gia... Vì vậy điều này có nghĩa là Dynasty có lợi nhuận trước khi lên sóng." Chủ tịch CW Mark Pedowitz cho biết vào tháng 1 năm 2018, "Tôi thất vọng về tỷ suất người xem, tôi muốn nó cao hơn, nhưng tôi hài lòng với những giá trị sản xuất mà Josh, Steph và Sallie đang làm. Tôi rất vui mừng khi có Nicollette [Sheridan]... Tôi mong Nicollette và Liz [Gillies] thực sự đem đến tình huống giữa mẹ và con gái và tôi nghĩ rằng sẽ thêm điều thú vị cho bộ phim"

## Lễ tân

### Phản ứng
Trang tổng hợp đánh giá Rotten Tomatoes đã báo cáo mức xếp hạng 53% với mức đánh giá trung bình là 6.59 / 10 dựa trên 40 đánh giá. Sự đồng thuận của trang web cho biết, "Sự hồi sinh của Dynasty vẫn giữ được sự quyến rũ của người tiền nhiệm trước đây trong mùa đầu tiên của nó, thậm chí nếu nó không bao giờ lấy lại được sự kỳ diệu của bản gốc." Metacritic, sử dụng một trung bình trọng số, đã gán một điểm số là 52 trên 100 dựa trên 17 nhà phê bình, cho biết "đánh giá hỗn hợp hoặc trung bình". 
Chris Harnick của E! Trực tuyến gọi là thí điểm "soapy và vui nhộn", thêm rằng bộ phim này là "một người thừa kế xứng đáng trong phiên bản gốc và Josh Schwartz và các phim trước của Stephanie Savage như Gossip Girl và The O.C.". Adweek gọi phần đầu này kém hơn Gossip Girl và Dynasty ban gốc, nhưng gợi ý rằng việc kết hợp với Riverdale "có thể cung cấp cho khán giả một tính năng có đôi chút tội lỗi.
Tierney Bricker của E! Trực tuyến gọi là Kelley "sao đột phá mùa phim", với Gillies "nóng bóng trên đôi giày Louboutin của mình".

### Giải thưởng và đề cử
| Năm  | Giải thưởng            | Mục                       | Đề cử (s) | Kết quả   | Ref.          |
| ---- | ---------------------- | ------------------------- | --------- | --------- | ------------- |
| 2018 | Dorian Awards          | Campy TV Show of the Year | Dynasty   | Đề cử     | [ 23 ]        |
| 2018 | People's Choice Awards | Revival Show of 2018      | Dynasty   | Đoạt giải | [ 24 ] [ 25 ] |